# Сульфид родия(III)
Сульфид родия(III) — неорганическое соединение, соль металла родия и сероводородной кислоты с формулой Rh2S3,
серо-чёрные кристаллы,
не растворяется в воде.

## Получение
- Действие сероводорода на хлорид родия(III):

{\displaystyle {\mathsf {2RhCl_{3}+3H_{2}S\ {\xrightarrow {360^{o}C}}\ Rh_{2}S_{3}+6HCl}}}
- При пропускании сероводорода через горячий раствор кристаллогидрата хлорида родия(III) аддукт:

{\displaystyle {\mathsf {2RhCl_{3}\cdot 4H_{2}O+9H_{2}S\ {\xrightarrow {100^{o}C}}\ Rh_{2}S_{3}\cdot 3H_{2}S\downarrow +6HCl+8H_{2}O}}}

## Физические свойства
Сульфид родия(III) образует серо-чёрные кристаллы
ромбической сингонии, 
пространственная группа P bcn, 
параметры ячейки a = 0,8462 нм, b = 0,5985 нм, c = 0,6138 нм, Z = 4.
Не растворяется в воде.

## Химические свойства
- При нагревании на воздухе воспламеняется и горит с выделением родия:

{\displaystyle {\mathsf {Rh_{2}S_{3}+3O_{2}\ {\xrightarrow {}}\ 2Rh+3SO_{2}}}}